# 勝木来幸
勝木 来幸（かつき らいこう、1992年6月12日 - ）は、日本のラグビー選手。

## プロフィール
- 京都府京都市出身。
- ポジションはプロップ(PR)。
- 身長 175cm、体重 110kg
- ニックネームはらいこう。
- U20日本代表に選ばれたことがある[1]。

## 来歴
ラグビーは12歳から始めた。
2011年、常翔学園高校卒業後、明治大学に入学する。なお常翔学園高校時代には高校日本代表に選ばれた。
2014年、明治大学ラグビー部の主将に就任した。
2015年、明治大学卒業後、神戸製鋼コベルコスティーラーズに加入。同年11月15日に行われたジャパンラグビートップリーグ第1節のキヤノンイーグルス戦に先発出場で公式戦初出場を果たした。
2020年、神戸製鋼コベルコスティーラーズを退団した。